# Parisomorphus viettei
Parisomorphus viettei är en skalbaggsart som beskrevs av Roger Paul Dechambre 1986. Parisomorphus viettei ingår i släktet Parisomorphus och familjen Dynastidae. Inga underarter finns listade i Catalogue of Life.